# Rejmontów
Rejmontów [pronunciación en polaco: /rɛi̯ˈmɔntuf/] es un pueblo ubicado en el distrito administrativo de Gmina Strzelce, dentro del condado de Kutno, Voivodato de Łódź, en el centro de Polonia. Se encuentra a unos  9 kilómetros al noreste de Kutno y a 58 kilómetros al norte de la capital regional Łódź.